# Placówka Straży Celnej „Obra”

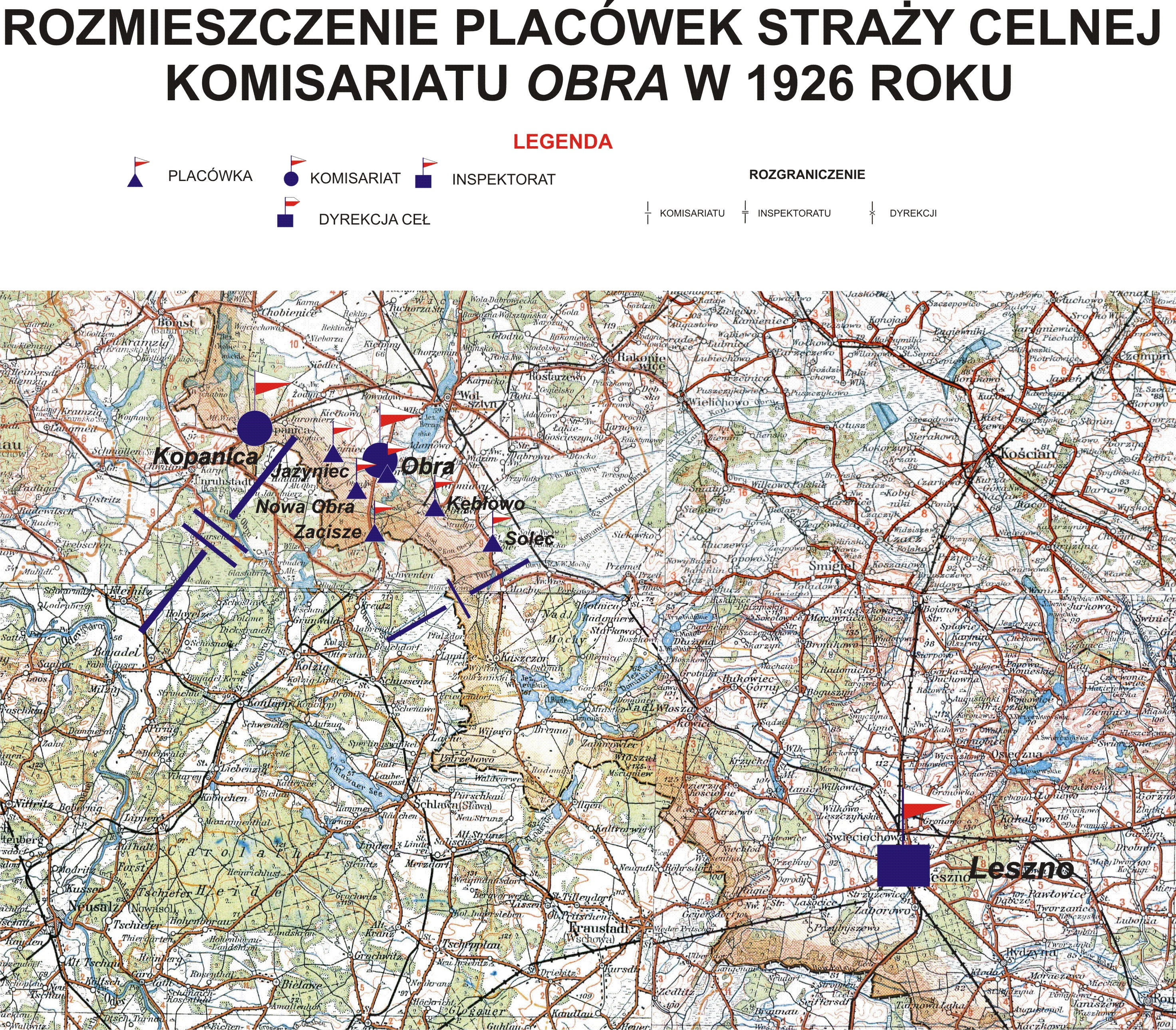
Rozmieszczenie placówek Straży Celnej Komisariatu Obra w 1926

Placówka Straży Celnej „Obra” – jednostka organizacyjna Straży Celnej pełniąca w okresie międzywojennym służbę ochronną na granicy polsko-niemieckiej.

## Formowanie i zmiany organizacyjne
Na wniosek Ministerstwa Skarbu, uchwałą z 10 marca 1920 roku, powołano do życia Straż Celną. Od połowy 1921 roku jednostki Straży Celnej rozpoczęły przejmowanie odcinków granicy od pododdziałów Batalionów Celnych. W 1921 roku we Wroniawach stacjonował sztab 2 kompanii 17 batalionu celnego. Kompania wystawiała między innymi placówkę w Obrze. Proces tworzenia Straży Celnej trwał do końca 1922 roku. Placówka Straży Celnej „Obra” weszła w podporządkowanie komisariatu Straży Celnej „Obra” z Inspektoratu SC „Leszno”.
W drugiej połowie 1927 roku przystąpiono do gruntownej reorganizacji Straży Celnej. W praktyce skutkowało to rozwiązaniem tej formacji granicznej. Ochronę północnej, zachodniej i południowej granicy państwa przejęła powołana z dniem 2 kwietnia 1928 roku Straż Graniczna.
Rozkazem nr 3 z 25 kwietnia 1928 roku w sprawie organizacji Wielkopolskiego Inspektoratu Okręgowego dowódca Straży Granicznej gen. bryg. Stefan Pasławski określił strukturę organizacyjną komisariatu SG „Wolsztyn”. Placówka Straży Granicznej I linii „Obra” znalazła się w jego strukturze.

## Funkcjonariusze placówki
Kierownicy placówki
| stopień    | imię i nazwisko, numer     | okres pełnienia służby | kolejne stanowisko |
| ---------- | -------------------------- | ---------------------- | ------------------ |
| przodownik | Stanisław Marciniak (1188) | był w 1926             |                    |

Obsada personalna placówki w 1926:
- przodownik Stanisław Marciniak (1188)
- starszy strażnik Walerian Tomaszewski (216)
- strażnik Franciszek Wojtkowiak (1466)
- strażnik Jan Kempiak (1588)
- strażnik Antoni Gabnijewski (837)
- strażnik Wawrzyn Kliński (2528)
- strażnik Stanisław Zieliński (1365)
- strażnik Michał Piechowiak (1601)
- strażnik Stanisław Umławski (3355)